# Diocèse de Saint-Denis de La Réunion
Le diocèse de Saint-Denis de La Réunion (en latin : Dioecesis Sancti Dionysii Reunionis) est un diocèse de l'Église catholique en France. Il couvre l'île de La Réunion. Il appartient à la conférence épiscopale de l'océan Indien.

## Histoire
En 1818 est créée la préfecture apostolique de Bourbon (nom géographique de l'île de La Réunion), lui donnant une autonomie par rapport à la préfecture apostolique des îles de l'océan Indien créée quant à elle dès 1712. La préfecture apostolique de Bourbon a été élevée en diocèse de Saint-Denis de La Réunion le 27 septembre 1850.

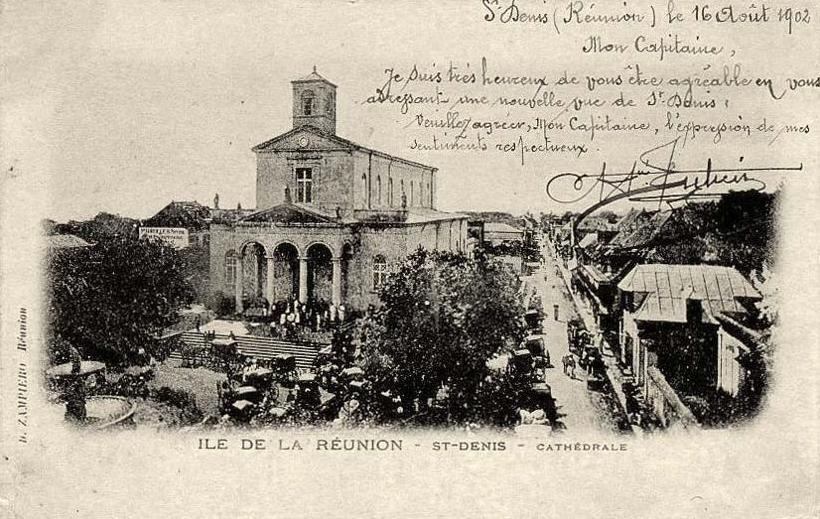
Carte postale de la cathédrale en 1902.

## L'extension géographique
Le diocèse couvre l'ensemble de l'île. Son territoire est subdivisé en 72 paroisses.

## Les évêques
| Portrait               | Blason                                                                          | Nom                                                             | Début            | Fin               | Notes                                                                                 |
| ---------------------- | ------------------------------------------------------------------------------- | --------------------------------------------------------------- | ---------------- | ----------------- | ------------------------------------------------------------------------------------- |
|                        | Devise: Spes Nostra Firma                                                       | Julien Florian Felix Desprez (°1807-†1895)                      | 22 juin 1850     | 4 février 1857.   | /                                                                                     |
| Sans photo             | Devise:                                                                         | Amand-René Maupoint (°1810-†1871)                               | 14 février 1857  | 10 juillet 1871.  | /                                                                                     |
|                        | Devise: Haec est spes nostra                                                    | Victor Delannoy (°1824-†1905)                                   | 10 février 1872  | 10 octobre 1876.  | /                                                                                     |
| Sans photo             | Devise:                                                                         | Dominique-Clément-Marie Soulé (°-†)                             | 10 octobre 1876  | 30 novembre 1880. | L'administrateur apostolique Joseph Beaurredon dirige le diocèse pendant son absence. |
| Sans photo             | Devise:                                                                         | Joseph Coldefy (°1826-†1887)                                    | 17 février 1881  | 18 janvier 1887.  | /                                                                                     |
| Illustration manquante | Devise: Plus veux servir que briller                                            | Frédéric Fuzet (°1839-†1915)                                    | 12 octobre 1887  | 26 novembre 1892. | /                                                                                     |
| Sans photo             | Devise:                                                                         | Antonin Fabre (ru) (°-†)                                        | 26 novembre 1892 | 26 décembre 1919. | /                                                                                     |
| Sans photo             | Devise:                                                                         | Georges Marie Bonnin de La Bonninière de Beaumont (°1872-†1934) | 26 décembre 1919 | 23 juillet 1934.  | Mort en fonction (causes naturelles).                                                 |
| Sans photo             | Devise:                                                                         | François Cléret de Langavant (°1896-†1991)                      | 10 décembre 1934 | 21 octobre 1960.  | Démissionnaire.                                                                       |
| Sans photo             | Devise:                                                                         | Georges Guibert (°1915-†1997)                                   | 7 novembre 1960  | 19 février 1975.  | Démissionnaire.                                                                       |
|                        | Devise: Gaudium et Spes - Iustitia et Pax (Joie et Espérance - Justice et Paix) | Gilbert Aubry (°1942-†)                                         | 20 novembre 1975 | 19 juillet 2023.  | Démissionnaire.                                                                       |
| Sans photo             | Devise: Fiat Pax in Virtute Spiritus Sancti (Paix et Force dans l'Esprit Saint) | Pascal Chane-Teng (°1971-†)                                     | 19 juillet 2023  | (En cours).       | /                                                                                     |

## Évêque originaire du diocèse de Saint-Denis de La Réunion
- Gilbert Aubry, évêque de Saint-Denis de La Réunion (1975-2023) ;
- Pascal Chane-Teng, évêque de Saint-Denis de La Réunion (depuis 2023).